# キリストの洗礼 (パティニール)
『キリストの洗礼』（キリストのせんれい、英:The Baptism of Christ）は、現在ウィーンの美術史美術館に所蔵されているフランドル・ルネサンス期の画家ヨアヒム・パティニールによって1515年ごろに制作された樫材上の油彩画である。
この作品は、マタイによる福音書 (3：13-17) に書かれているように洗礼者ヨハネによるヨルダン川でのキリストの洗礼を描いている。マタイは、ヨハネがどのようにして荒野での生活と説教を始めたかを語り、ヨハネがイナゴと野生のハチミツを食糧とし、革紐を付けたラクダの毛衣を着ていたことを語っている。説教した後、ヨハネは自分の罪を告白した人々に洗礼を授けた。イエスはヨハネの説教の一つに出席し、洗礼を授けてくれるよう頼んだ。ヨハネは、最初は自分には価値がないと言って拒否したが、洗礼を施すようにとイエスに説得された。その後、イエスが水の中から身を起こしたとき、天が開かれ、イエスは下りてくる鳩の形をした聖霊を見た。そして天からの声は、「これは私が愛する私の息子である。彼とともに私はとても満足している」 と言った。